# قلعه پیشین
قلعه پیشین مربوط به دوره قاجار است و در شهرستان سرباز، شرق شهر پیشین واقع شده و این اثر در تاریخ ۷ آذر ۱۳۸۳ با شمارهٔ ثبت ۱۱۲۳۸ به‌عنوان یکی از آثار ملی ایران به ثبت رسیده است.